# Taedia casta
Taedia casta är en insektsart som först beskrevs av Mcatee 1917.  Taedia casta ingår i släktet Taedia och familjen ängsskinnbaggar. Inga underarter finns listade i Catalogue of Life.